# Мали галеб
Мали галеб (лат. Hydrocoloeus minutus) је врста галеба из породице Laridae, која се углавном налази у Палеарктику са неким мањим колонијама у Северној Америци. Гнезди се на слатководним језерима и мочварама, а зиме проводи на мору. То је најмања врста галеба на свету и једина врста у моноспецифичном роду Hydrocoloeus.

## Таксономија
Малог галеба је први пут формално описао као Larus minutus 1776. године немачки орнитолог Петер Симон Палас, а његово типично место станишта наведено је као Березово, Тобољск у Сибиру. Године 1829, Јохан Јакоб Кауп је предложио род лат. Hydrocoloeus за ову врсту, а Џорџ Роберт Греј је касније формално означио Larus minutus као типску врсту рода. Кауп је такође уврстио Larus plumbiceps (Meyer, 1822) у свој род Hydrocoloeus; ово је синоним за "Chroicocephalus cirrocephalus" (сивоглави галеб). Hydrocoloeus minutus је бином прихваћен за ову врсту и класификован је у породицу Laridae, галебове и чигре, у ред Charadriiformes.
Унутар породице Laridae, његов најближи рођак је ружичасти галеб Rhodostethia rosea; неки аутори су чак уврстили ружичастог галеба у Hydrocoloeus уместо да му дају засебан род, али то није прихватио ниједан од главних орнитолошких ауторитета.

### Етимологија
Име рода Hydrocoloeus значи „водена чавка“, од старогрчких речи hydro, вода, и koloios, чавка; Кауп је, приликом именовања рода, упоредио малог галеба са другим галебовима, а затим је наставио да упоређује свој нови род Coloeus за чавке са вранама; Кауп је имао личну теорију еквиваленције између чланова различитих група птица на основу њихових релативних величина. Специфични minutus је латински израз за „мали“.

## Опис
Мали галеб има дужину тела од 24-28 цм и распон крила од 62-69 цм, што га чини најмањом врстом галеба на свету. Одрасле јединке у гнездећем перју имају црну капуљачу, тамноцрвени кљун, јарко црвене ноге, а понекад и ружичасто руменило на доњој страни тела. У негнездећем перју, одрасле јединке имају црну капу и мрљу на уху, бели доњи део тела, црни кљун, а црвена боја на ногама је тамнија. У свим перјима одрасле јединке имају бледосива леђа и горња крила са белим примарним перима које су у контрасту са веома тамносивим доњим крилима. Младунци имају велике површине црнкасте боје на леђима и глави, а у лету имају тамни „w“ узорак на горњим крилима са белим доњим крилима. До прве зиме глава и тело су слични онима код одрасле јединке, али се образац горњег дела крила задржава. До друге године постају веома слични одраслима, али имају и нека црна примарна пера.

## Распрострањеност
Мали галеб има широку палеарктичку распрострањеност, гнезди се од северне Скандинавије и источног Балтичког мора до источног Сибира. Такође се размножавају у Северној Америци око Великих језера. То је миграторна врста која зимује дуж обала Европе, све до Средоземног, Црног и Каспијског мора на југу. Ретки су у западном Пацифику. У Северној Америци зимују дуж атлантских обала у малом броју, чак до Каролина на југу. Почетком 21. века птице које се не гнезде летовале су у западној Европи у све већем броју, а 2016. године су се први пут успешно гнездиле у Великој Британији у резервату RSPB у резервату Лох оф Стратбег у Абердинширу; вратиле су се на неколико дана у мају 2017. године, али се нису поново гнездиле.

## Станиште
Мали галеб се гнезди у подручјима густе вегетације где постоје биљке које израњају или плутају у плитким слатководним водама, споро текућим рекама, мочварама и тресетима, повремено користећи приобалне лагуне или друга станишта са боћатом водом. Током миграције ова врста се налази уз обалу, али се у неким условима може наћи и у унутрашњости. Такође зимују на обали где постоје песковите и муљевите подлоге, на ушћима река, па чак и на отвореном мору. Могу их привући канализациони одводи.

## Биологија
Мали галеб је миграторна врста са одвојеним подручјима за размножавање и зимовање. Обично стижу на своја места за гнежђење од краја априла до краја маја и почињу да се удаљавају од подручја за гнежђење од средине јула. Полагање јаја почиње средином јуна и обично се гнезде међу другим врстама галебова и чигри формирајући мешовите колоније, мада се неки парови гнезде појединачно, далеко од колонија. Далеко од места размножавања ово је друштвена врста и храни се у јатима. Ова јата могу бити веома велика и могу бројати хиљаде птица ако их лоше време примора да се преселе у заштићене воде. Гнезда се налазе на земљи или на води, плутају на лишћу и причвршћена су за изниклу вегетацију, а размакнута су од 1.0-1.5 м једни од других у колонијама.
Птице у гнездежем перју су инсектоједи и хране се разним инсектима ухваћеним у лету близу воде, а зими у исхрани доминирају мале рибе и морски бескичмењаци.

## Галерија
- Јаје, Музеј колекције Висбаден
- Одрасла јединка у негнездећем перју
- Младунац; Иитери, Пори, Суоми - Финска
- Одрасла јединка у гнездећем перју
- Сакупљање хране са површине воде